# Henry Rono
Henry Rono (Nandi Hills, Kenia; 12 de febrero de 1952-Nairobi, Kenia; 15 de febrero de 2024) fue un atleta keniano, considerado una figura de la larga distancia. Aunque nunca compitió en los Juegos Olímpicos —debido a los boicots de su país a los juegos de 1976, en  solidaridad contra el apartheid, y a los juego 1980— Rono es recordado como uno de los competidores universitarios más prolíficos en la historia de la pista en los Estados Unidos, además de ser el  poseedor del récord de los 3000 metros obstáculos durante once años. Rono también estableció el récord mundial de los 5000 metros dos veces (lo dejó en 13:06:20 el 13-09-1981).

## Biografía
Rono nació en Kapsabet, Kenia,capital del condado de Nandi, en el valle del Rift. . Se educó en la Universidad Estatal de Washington , junto con su compatriota Samson Kimobwa, también un corredor con aptitud. Fue preparado allí por John Chaplin. Más corredores kenianos se matricularían más tarde en la Washington State University, incluyendo a Bernard Lagat, Mike Kosgei, Mike Boit, y Patrick Muturi.
Los primeros años de Rono estuvieron marcados por la tragedia. Un accidente de bicicleta lo dejó incapaz de caminar hasta los 6 años. La muerte de su padre en un accidente de tractor en esa época significó que la familia tuviera problemas económicos y no pudiera hacer sus estudios de una forma correcta. Con dieciséis escuchó en la radio la noticia de la victoria de su compatriota Kip Keino (1940) en el 1500 de los Juegos Olímpicos de México. Lo impactó tanto que decidió dedicarse él mismo al atletismo. Tres años más tarde, tuvo ocasión de asistir a una charla impartida por el propio Keino. Se convenció de que la mejor manera de progresar en el atletismo era uniéndose al Ejército, como había hecho su admirado campeón olímpico. Tras comenzar su carrera militar en 1973, en 1975 ya corría los 5000 m en 13:37.0, los 10 000 m en 28:58.0 y los 3000 m obstáculos en 8:34.4. En 1976 aceleró su preparación para los Juegos Olímpicos de Montreal con triples sesiones diarias. Consiguió con 8:29.0 clasificarse para los Juegos en obstáculos. Poco antes del inicio de la competición mejoró hasta 13:30.8 en los 5000 m. Sin embargo, Rono, como la mayoría de los atletas africanos, no tuvo ocasión de competir en los Juegos, pues su federación decidió, el día anterior a la ceremonia de inauguración, boicotear los Juegos en protesta por una gira del equipo de rugby de Nueva Zelanda en Sudáfrica, país que entonces seguía políticas discriminatorias contra sus ciudadanos de raza negra.
Mientras Rono luchaba por adaptarse a la educación y la vida en los Estados Unidos, correr era su forma de «liberar la tensión». En su segundo año de entrenamiento en el Cañón del Río Snake, cambió de marcha. Rono no rompió simplemente cuatro récords mundiales: los destruyó en encuentros discretos, por eso hay poca documentación.
El punto más alto de la carrera de Rono fue la temporada 1978. En un lapso de solo 81 días, rompió cuatro récords mundiales: los 10.000 m, los 5.000 m, los 3.000 m en carrera de obstáculos y los 3.000 m — una hazaña jamás igualado en la historia de la larga distancia. En el mismo año también ganó las medallas de oro de los 5.000 m y los 3.000 m en carrera de obstáculos en los Juegos de la Mancomunidad. Desafortunadamente, hay pocos videos de las carreras de 1978 que rompieron los récords. 
Rono nunca volvería a competir al mismo nivel. En los años siguientes desarrolló alcoholismo y comenzó a ganar peso. Su inmenso talento solo se vio de nuevo una vez en 1981, cuando mejoró su propio récord mundial de los 5.000 m, según se dice después de haber pasado la mayor parte del día de la carrera desembriagándose de una borrachera de la noche anterior. Rono tampoco competiría nunca en las Olimpiadas, ya que su país boicoteó los Juegos Olímpicos de 1976 y 1980. Cuando Rono se convirtió en una estrella, sus entrenadores, agentes, directores de reuniones, así como los funcionarios atléticos corruptos de Kenia (que boicotearon los Juegos Olímpicos de 1976 y 1980) hundieron sus expectativas Olímpicas para siempre.
Durante 81 días, como estudiante de segundo año del estado de Washington de 26 años, estableció récords mundiales en cuatro eventos: 3000 m, 5000 m, 10,000 m y 3000 m con obstáculos. Fue una hazaña que nadie más logró antes o después: Rara vez un corredor con la resistencia para abrir nuevos caminos en 25 vueltas tiene la velocidad para hacerlo en siete vueltas y media con barreras. Sin embargo, para Rono, décadas después, su importancia apenas se registra. En cambio, está más orgulloso de un período posterior en la vida cuando se inscribió en un colegio comunitario y finalmente logró lo que dijo que lo había eludido durante mucho tiempo: un dominio del inglés.
Los años posteriores a su retirada fueron particularmente duros para Rono. Aparte de luchar contra el alcoholismo, aparentemente administró mal sus ingresos, probablemente porque nunca tuvo un agente o un asesor financiero. Pronto se convirtió en un sin techo y en los años 1990 pasó algún tiempo en un refugio para los sin techo en Washington D. C.. A pesar de su relativamente corta carrera, Rono continúa siendo célebre en los círculos atléticos. Su récord mundial de 3.000 m obstáculos (8:05.4) resistió durante 11 años, y aún en año 2005 sigue permaneciendo como el récord de la NCAA. Hoy en día Rono está recuperado del alcoholismo y entreno un equipo atletismo en la escuela superior en Albuquerque, Nuevo México, y estuvo intentando romper el récord mundial de la milla de maestros para el grupo de edad entre 55-59 años.
“Nunca habló de los registros”, dijo Chaplin. “Él no era alguien para ir por ahí y golpearse el pecho y decir ‘qué grande soy’”.
Cuando Rono envejeció y no podía permitirse pagar el alquiler se fue a Kenia en 2019, a casa de su hermano, cerca de la choza de paja donde crecieron. Aparte de la iglesia y los viajes a la sauna (siempre ha predicado las virtudes de sudar), Rono rara vez se aventura a salir.

## Muerte
Henry Rono falleció el 15 de febrero de 2024 a la edad de 72 años en un hospital de Nairobi, capital de Kenia. No se mencionaron causas de su fallecimiento
Correr, dijo, abrió un camino: a un mundo más allá del pueblo de Kiptaragon, y a una ruta inesperada de regreso.
| Disciplina             | Marca    | Lugar              | Día         |
| ---------------------- | -------- | ------------------ | ----------- |
| 2000 Metros            | 5:06.8h  | Hannover (GER)     | 24 SEP 1977 |
| 3000 Metros            | 7:32.1h  | Oslo (NOR)         | 27 JUN 1978 |
| Dos Millas             | 8:14.66  | London (GBR)       | 15 SEP 1978 |
| 5000 Metros            | 13:06.20 | Knarvik (NOR)      | 13 SEP 1981 |
| 10,000 Metres          | 27:22.47 | Wien (AUT)         | 11 JUN 1978 |
| 2000 Metros Obstáculos | 5:28.8h  | Montréal (CAN)     | 14 JUL 1976 |
| 3000 Metros Obstáculos | 8:05.4h  | Seattle, WA (USA)  | 13 MAY 1978 |
| 5 km                   | 15:18    | Carlsbad, CA (USA) | 29 MAR 1992 |
| 10 Milllas Asfalto     | 51:10    | New York, NY (USA) | 20 APR 1991 |
| Media Maratón          | 1:04:46  | Coamo (PUR)        | 05 FEB 1978 |